# Ейрене (Пловдив)
Перистилна сграда „Ейрене“ е антична жилищна постройка с добре запазени подови мозайки построена през средата на III в. във Филипопол.
Проучената част на комплекса е около 668 кв. м, от които 160 кв. м изящни мозайки. Сградата е експонирана в подлез „Археологически“ на бул. „Цар Борис ІІІ“ и е основна част от културен комплекс „Тракарт“.

## Характеристики
Перистилната сграда „Ейрене“ вероятно е построена през III в. след голямото опустошение на Филипополис в резултат на готското нашествие от 251 г. Постройката заема цяла инсула – пространството между четири улици, и е изградена върху руините на няколко отделни къщи. Основните помещения са развити в източната част на комплекса около перистилът (двор, обграден от всички страни от колони), докато складовите помещения са в южната част. Слугите обитавали отделна част от сградата със самостоятелен вход към улицата.
Сградата е силно засегната след нашествието на хуните на Атила през 441-442 г., но впоследствие е възстановена и разширена. През IV-V в. жилищните помещения са украсени с изящни мозайки с мотиви на геометрични фигури, вечни възли, цветя и поздравления към посетителите. В средата на централната стая е най-красивата мозайка, която представя майсторски изработен женски образ на Ейрене, гръцката богиня на мира, под който има надпис EIRHNH. Портретът на богинята е изработен с техниката opus vermiculatum, където тесерите (мозаечните камъчета) са по-малки и с неправилна форма. Към основното приемно пространство в представителната част на жилището е пристроена апсида.
Жилищната сграда е изоставена в края на VI в., подобно на други важни сгради в района като епископската базилика на Филипопол.

## Реставрация
Сграда „Ейрене“ е открита през 1983-1984 г. при строежа на подлеза под бул. „Цар Борис ІІІ“, заедно с прилежащите улици и част от съседните къщи. Комплексът е обявен за паметник на културата от национално значение. Основите на сградата и мозайките са реставрирани и експонирани в подлеза през 2003 г. и стават част от културния комплекс Тракарт.